# Tunis Open 2008
Il Tunis Open 2008 è stato un torneo di tennis facente parte della categoria ATP Challenger Series nell'ambito dell'ATP Challenger Series 2008. Il torneo si è giocato a Tunisi in Tunisia dal 28 aprile al 4 maggio 2008 su campi in terra rossa e aveva un montepremi di $125 000+H.

## Vincitori

### Singolare
Thomaz Bellucci ha battuto in finale  Dušan Vemić con il punteggio di 6–2 6–4

### Doppio
Thomaz Bellucci /  Bruno Soares hanno battuto in finale  Jean-Claude Scherreri /  Nicolas Tourte con il punteggio di 6–3 6–4